# Агиос Димитриос
Агиос Димитриос (на гръцки: Άγιος Δημήτριος) е град в Гърция. Населението му е 71 294 жители (по данни от 2011 г.), а площта 4949 кв. км. Намира се в часова зона UTC+2. Пощенският му код е 173 xx, телефонния 210, а МПС кода Z. Част е от Атинския метрополен район и се намира в южната му част.